# Northern Counties Paladin
Northern Counties Paladin，後來改稱Plaxton Paladin，是一款位於英國威根都市自治市的Northern Counties於1991至98年間生產的非低地台單層巴士。
Paladin車身裝於下列車型：
- 富豪B10M
- 富豪B10B
- 富豪B6
- 丹尼士飛鏢巴士
- 丹尼士長矛巴士
- 丹尼士獵鷹巴士
- 斯堪尼亞L113
- DAF SB220（英语：DAF SB220）
- 利蘭亞特蘭大（重裝車身）

## 相片集

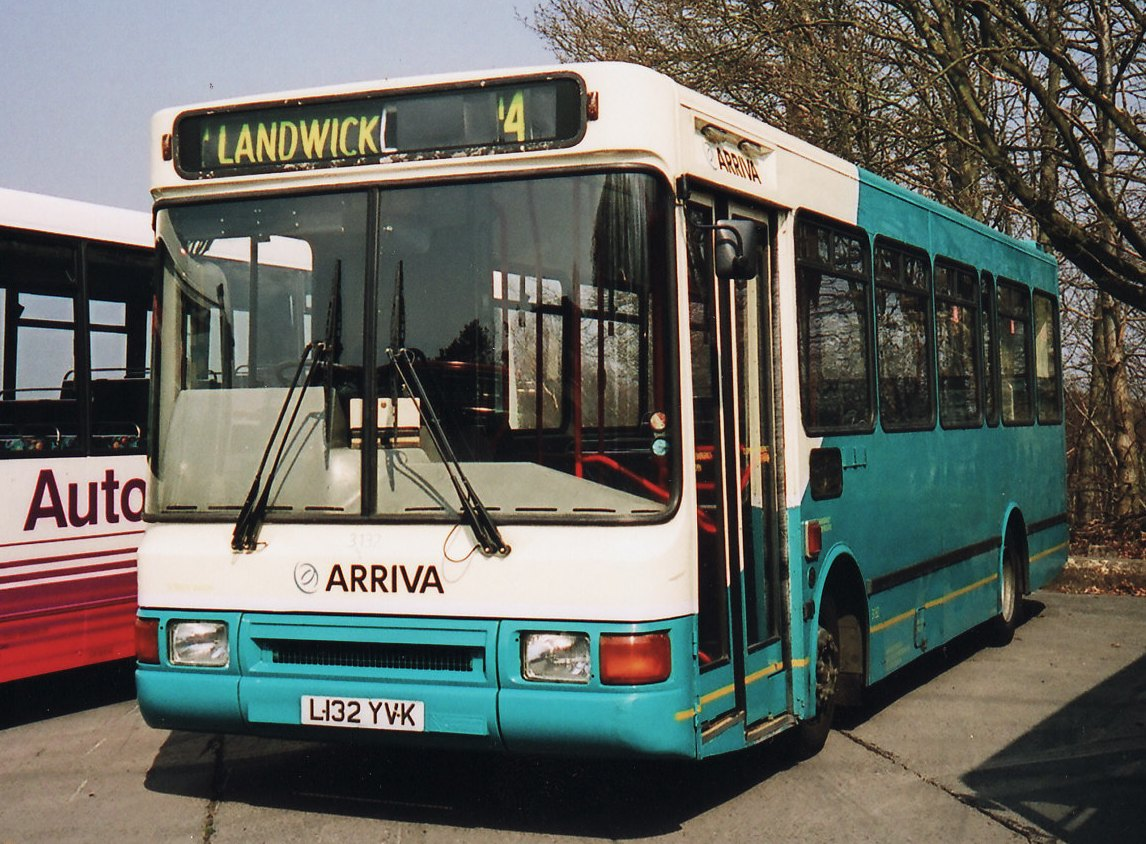
裝有Paladin車身的丹尼士飛鏢巴士底盤，車頭擋風玻璃深闊
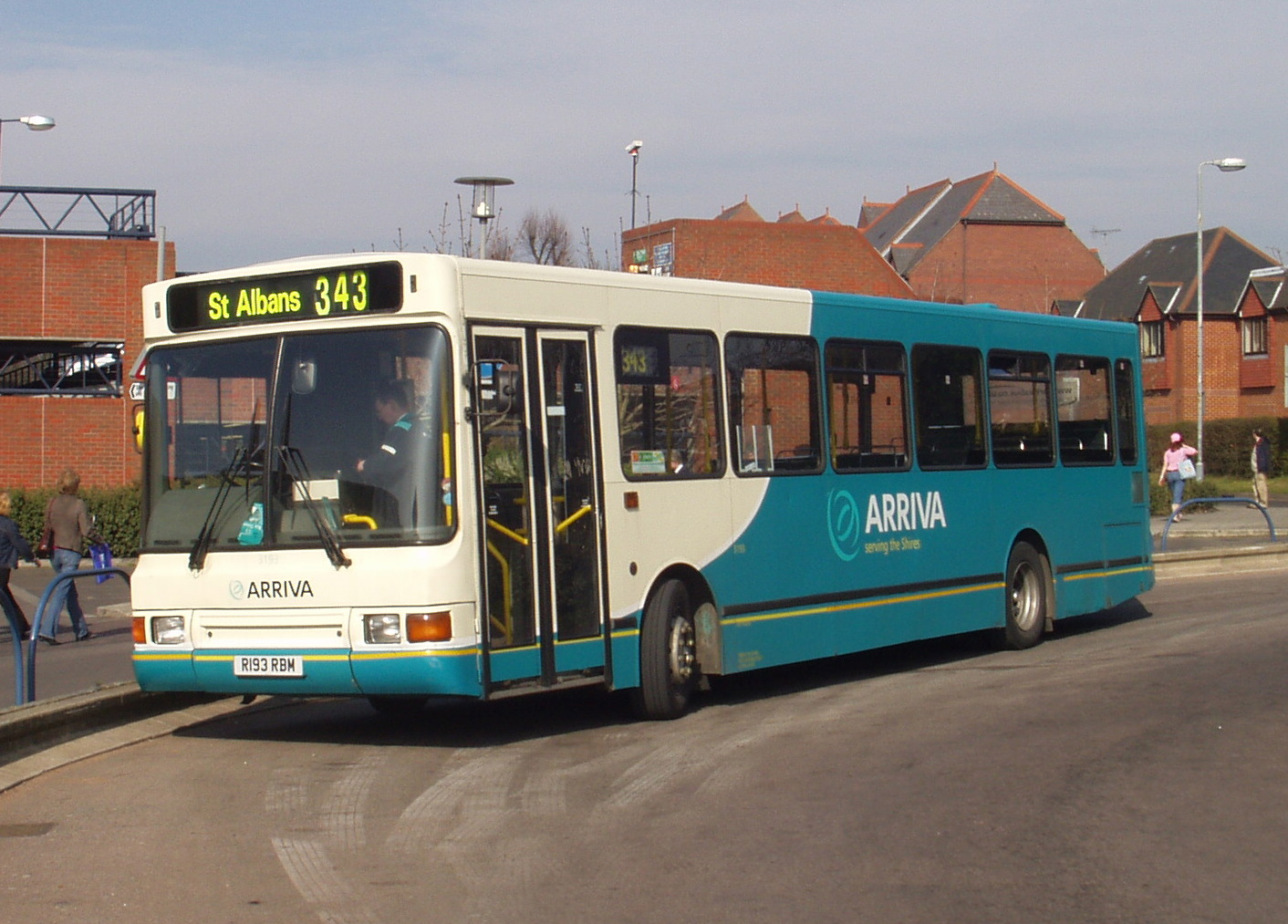
裝有Paladin車身的斯堪尼亞L113底盤